# Chorthippus tiantangensis
Chorthippus tiantangensis är en insektsart som beskrevs av Zhong, Yulin och Z. Zheng 2004. Chorthippus tiantangensis ingår i släktet Chorthippus och familjen gräshoppor. Inga underarter finns listade i Catalogue of Life.